# Diógenes Lara

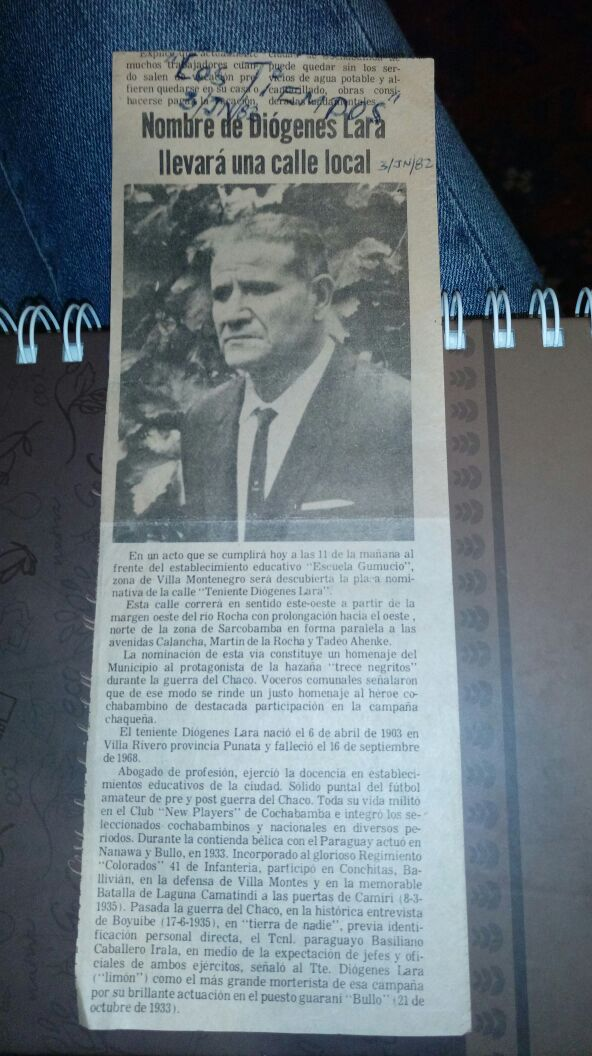
Articolo del 1982 su Diógenes Lara

Diógenes Lara (6 aprile 1903 – 16 settembre 1968) è stato un calciatore boliviano, di ruolo centrocampista.

## Carriera
Partecipò al Mondiale del 1930 con la Nazionale boliviana.